# Bpm (ラジオ番組)
bpm（ビー・ピー・エム）は、RADIO BERRYで平日の午後に放送されていたラジオ番組である。オールリクエスト番組であり、番組中に掛けられる曲はすべてリクエスト曲である。

番組名の"bpm"はRadio Berryの午後（PM）の番組であることから名付けられた。

社屋移転から2008年3月まではRADIO BERRY本社のB-HILLSから放送していたが、同年4月より本社3階のCrystal Berryからの放送となった。なお、スタジオの様子はインターネットカメラ（約15秒毎更新の静止画）の映像をパソコン・携帯から見ることができる。

2009年春の番組改編で3年間の放送を終える。なお、後番組はJFNのネット番組であるflowersとなり、平日昼間帯の自社製作番組は終了することとなった。

## 放送時間
- 13:30～14:47(祝日は、13：00～)

## パーソナリティ

### 2006年4月～2007年3月
- 月・火…高橋ちえ
- 水・木…楢橋里彩

### 2007年4月～2008年3月
- 月・火…DJエイミー
- 水・木…佐藤由紀子

### 2008年4月～2009年3月
- 月・火…佐藤由紀子
- 水・木…DJエイミー